# Iglesia de San Roque (Fuentes de Ayódar)
La iglesia de San Roque en Fuentes de Ayódar (Provincia de Castellón, España) fue construida entre los siglos XVII y XVIII en estilo barroco. 
Está catalogada como Bien de Relevancia Local con código 12.08.064-001, según la Disposición Adicional Quinta de la Ley 5/2007, de 9 de febrero, de la Generalitat, de modificación de la Ley 4/1998, de 11 de junio, del Patrimonio Cultural Valenciano (DOCV Núm. 5.449 / 13/02/2007), presentando publicación en el BOE con fecha 10 de marzo de 2009.
En agosto de 1936, a resulta de los combates que tuvieron lugar en la zona durante la guerra civil española, el interior de la iglesia se vio gravemente perjudicada, ya que se procedió a la destrucción de altares e imágenes,dejando el interior sin decoración alguna. A partir del año 1938 se inició el proceso de restauración a la iglesia.

## Descripción
Se trata de una iglesia de nave única con capillas laterales entre contrafuertes (las cuales presentan imágenes de Nuestra Señora de la Asunción, la Inmaculada Concepción, el Sagrado Corazón de Jesús y San Antonio Abad, que dan nombre a las capillas en donde se ubican), cubierta interior de bóveda de cañón con arcos fajones y cubierta a dos aguas en el exterior, con testero plano. Dispone de coro a la entrada de la iglesia.
De estilo barroco desornamentado, se desconoce si hubo una iglesia de época anterior.
Destaca su campanario, de estilo barroco con templete, en el que pueden observarse la presencia de unas gárgolas de piedra (cuatro, una por esquina). Su fábrica era de piedra pero tras varias intervenciones sus fachadas, al igual que ocurre con el resto de la iglesia, están lucidas. Presenta planta cuadrada de unos 3.5 metros de lado, y está adosado al lateral este de la iglesia. Para acceder a la parte alta de la torre campanario se utiliza una escalera de caracol de 64 peldaños que finaliza en el cuerpo donde se ubican las campanas.
Está restaurado, presentando un adecuado estado de conservación, tanto de la estructura como de las campanas (que son tres en total, de nombres: San Roque, de la fundición Hermanos Portilla (de Gajano, Cantabria), del año 1993, con un peso de 102 kilogramos y un diámetro de 56 centímetros; Santa Trinidad, de 1819, con un diámetro de 58 centímetros y un peso de 113 kilogramos; San Roque, la gorda, de 1828, un diámetro de 74 centímetros y un peso de 235 kilogramos) y su mecanismo. La torre presenta también un reloj, actualmente parado, existiendo, en un almacén municipal, la maquinaria mecánica de mismo, de una sola saeta y de péndulo con dos contrapesos de 75 y 50 kilogramos. El reloj que se emplea actualmente es uno eléctrico, que toca las horas con repetición, como hacía también el antiguo.
La advocación de la iglesia es San Roque, cuya imagen se sitúa en el centro del altar mayor en el que también se pueden destacar las imágenes de la Virgen del Carmen y de San Blas.